# Tolnai Lajos (író)
Tolnai Lajos, születési nevén Hagymássy Lajos (Györköny, 1837. január 31. – Budapest, 1902. március 19.) író, publicista. A modern magyar irodalom egyik korai előhírnöke.

## Élete
Hagymássy Sándor községi jegyző és Kolozsváry Júlia fia, született 1837. január 31-én Györkönyben (Tolna vármegye); az elemit és az alsó gimnáziumot Gyönkön végezte, ahol iskolatársai voltak többek között Kálmán Farkas későbbi református lelkész, zenetörténész, zeneszerző és Kulifay Elek leendő református lelkész, egyházszervező.
Apja szabadságharcos volt, megtorlásként börtönbe került, majd meg is halt. A fiatal Tolnai mindent megtett a család nyomorának enyhítésére, kisebb testvéreit pótapaként támogatta. A helyi gimnáziumot bezárták, így a középiskolát remek képességeihez méltón a nagykőrösi református főgimnáziumban végezte. Ott négy évig volt Arany János tanítványa, akitől sok buzdítást és tanítást kapott. Azután az újonnan alapított református papnevelő-intézetbe került, Pestre. Ballagi Mór, Székács József és Török Pál vezetése alatt kitűnő eredménnyel tette le papi vizsgáit; Török azonban lefoglalta a pesti református főgimnázium számára, ahol Tolnai a magyar, latin és görög irodalom tanára lett.
A Kisfaludy Társaság 1866-ban választotta be tagjai sorába. 1868-ban Marosvásárhelyre hívták meg lelkésznek, ahol Erdély című szépirodalmi lapjával a főváros figyelmét is maga felé tudta terelni. Majd báró Apor Károly erdélyi főúr segítségével Kemény Zsigmond Társaság néven szépirodalmi kört alakított, melynek későbbi Közlönyét is ő szerkesztette. Híveivel csakhamar meghasonlott, és megkezdődött ellenségeskedése; a harc teljesen felforgatta lelkületét, és erre szüksége volt, hogy igazi szatirikussá legyen.
1878-ban a Petőfi Társaság választotta tagjai sorába. 1879. február 13-án a kolozsvári egyetemen bölcseleti doktorrá avatták, és a budapesti egyetem még abban az évben magántanárrá habilitálta. 1884-ben önként lemondott lelkészi állásáról, Budapestre költözött vissza. Munkáival sok ellenséget szerzett magának; ezért érthető, hogy sokáig nem tudott megfelelő álláshoz jutni, ami küzdelmes életét valamivel kényelmesebbé tette volna.
Ezen évek alatt bámulatos tevékenységet fejtett ki az irodalom terén cikkeivel, tárcáival; volt idő, mikor egyszerre három regényét közölték a lapok. Végre 1889-ben a főváros szolgálatába jutott, előbb mint óraadó, majd mint rendes és igazgatótanár a IX. kerületi polgári iskolánál. A Tisztviselőtelep egyik alapítója, haláláig a Rezső tér 6. alatti ház lakója; a telep születéséről írja Új föld, új szerencse című regényét. Sokféle próbálkozása közül, mellyel új irányt akart szabni irodalmunkban, kiváló nevezetességű 
Irodalom című kritikai hetilapját (1887) saját költségén adta ki és jórészt maga írta. 1902. március 19-én, Budapesten halt meg.

## Jelentősége
Tolnai Lajos volt a modern magyar irodalom egyik előhírnöke. Leleplezte a társadalmi és erkölcsi visszásságokat, mintegy Mikszáth Kálmán, Tömörkény István, Móricz Zsigmond útját egyengette. A hivatalos irodalmi nagyságok mind ellenségei voltak, élükön Gyulai Pál, a Magyar Tudományos Akadémia tagja, s korabeli osztálytitkára.
Az ő műve alapján készült A pénzcsináló című film (1964) Pécsi Sándor főszereplésével, Bán Frigyes rendezésében.

## Emlékezete

### Magyarországon
- Józsefvárosban utcát neveztek el róla.
- Gyönk város kétszáz éves gimnáziuma 1965 óta a nevét viseli.
- Ferencvárosban tábla őrzi igazgatói pályafutása emlékét a Bakats Téri Ének-Zenei Általános Iskola falán.
- Halálának századik évfordulója alkalmából (2002) emléktáblát állítottak tiszteletére Budapesten, a róla elnevezett utcában, az emléktáblára tőle vett idézetet véstek:

„Ha igazat ír, egy költő sem adhat mást, mint amit átélt.”

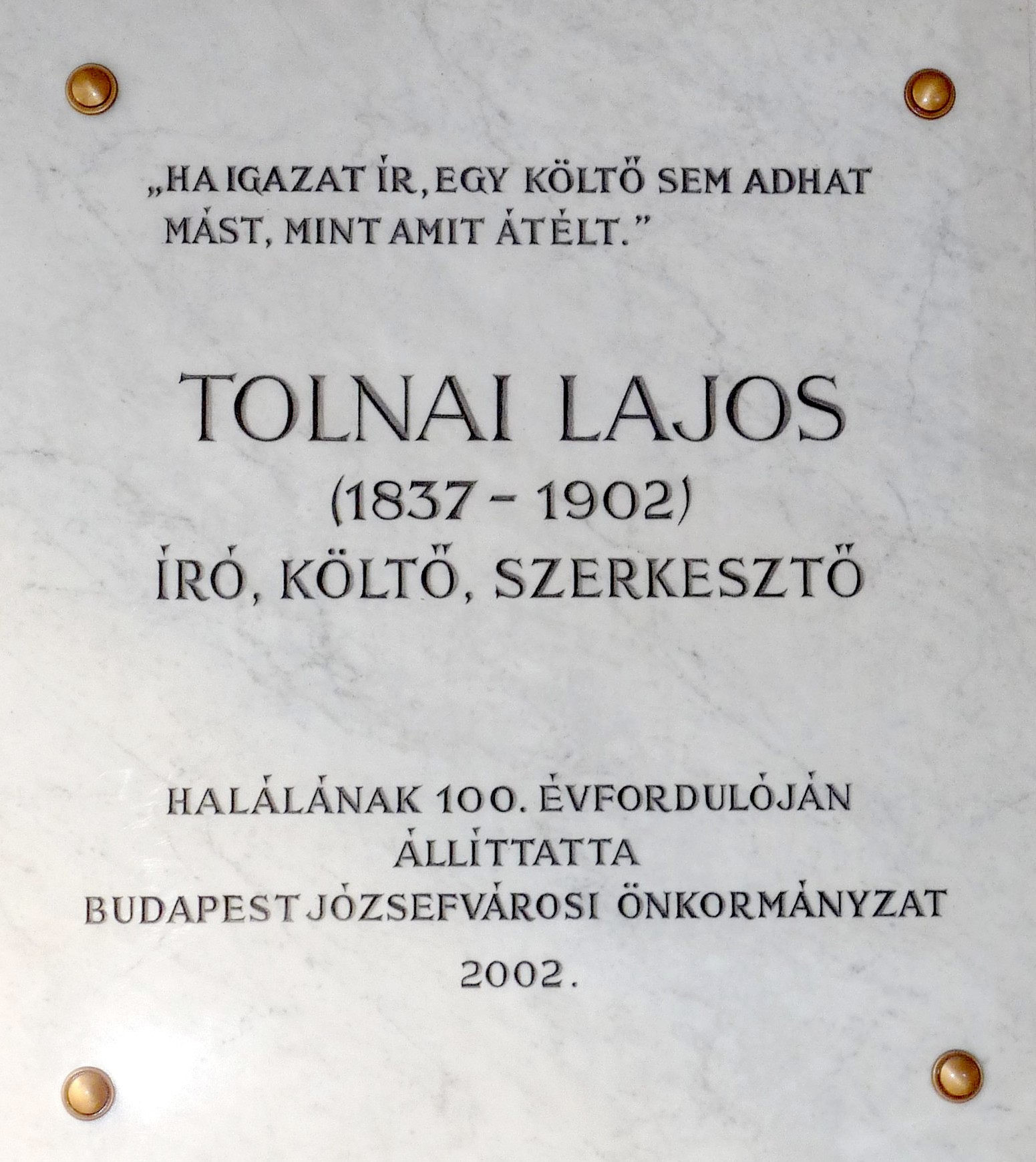
Emléktáblája Budapest VIII. kerületében, a Tolnai Lajos utca 11–15. sz. házon (2002)

### Erdélyben
Tolnai Lajos, az Arany-iskola költő-reménysége, a kiegyezés utáni évtizedek magyar regénytörténetében szenvedélyes indulatú pamflet-regényei és az „irodalmi Deák-párttal” vívott elkeseredett kritikai harcai révén elhíresült prózaíró 1868–84 között volt Marosvásárhelyen református lelkész. Itt a fővárossal versenyre kelő élénk irodalmi életet akart teremteni, e célból lapokat alapított, létrehozta a Kemény Zsigmond Társaságot, majd saját egyházával több éven át tartó pereskedés után, viharos körülmények között távozott a regényeiben többször is kiábrázolt „székely fővárosból”. Emlékét évtizedeken keresztül csak a tetszhalálból időnként feltámadó KZST ápolta. Halálakor Ady Endre tisztelgett emléke előtt: „Ecce homo sapiens – hűlten… – írta. – Nem volt semmi bűne, csak különb volt, mint a többi. Éles volt a szeme, tehát keserű volt nagyságos szíve, s rombolóan lázas az agyveleje. Mellesleg pedig legelső íróembere volt ez országnak, és még ezt meg is bocsátották neki. De hogy látni és beszélni mert, ezt nem bocsátották meg soha…” (Egy ravatalnál. Nagyváradi Napló, 1902. március 21.) Utána a Kisfaludy Társaságban helyébe lépő Jakab Ödön méltatta munkásságát (A Kisfaludy Társaság Évlapjai. Új folyam, 1904, 16–181).
A KZST-ben elhangzó megemlékezések mellett nagy ritkán életének egy-egy tanúja szólalt meg (Csekme Ferenc: Képek a parókiáról. Marosvásárhely, 1927). Az emlékezők nagyobbrészt akkor léptek a nyilvánosság elé, amikor Móricz Zsigmond a Kelet Népében (Zászlóhajtás az elsikkasztott és mégis legnagyobb regényíró elme, Tolnai Lajos előtt. 1941/1) elindította műve újrafelfedezését, majd folytatásokban közölte saját átdolgozásában A nemes vér című regényét, és külön rovatot (Tolnai Adattár) nyitott újrafelfedezése céljából. A folyóiratban jelent meg Gábor István irodalmi riportja (Tolnai Lajos marosvásárhelyi nyomában. 1941/3), Sándor József visszaemlékezése (1941/10). Ugyanekkor Parajdi Incze Lajos szólt hozzá az „ébresztéshez” A sötét világ 1942-es újrakiadása alkalmából (Erdélyi Helikon, 1943/1).
A kommunista hatalom által irányított ideológiai kánonban különösen nagyra értékelték azokat az írókat-költőket, akik a kiegyezés utáni korszak „irodalmi ellenzéké”-hez tartoztak, és ez a romániai magyar irodalomszemléletre is érvényes volt. Alakja és írói művének néhány darabja már Móricz Zsigmond Tolnai-„ébresztése” és Féja Géza irodalomtörténetének nyomán felértékelődött: 1947-ben Szemlér Ferenc közölt pályaképet az íróról (Utunk, 1947/1), majd A nemes vér Móricz átdolgozta változatát jelentette meg az Állami Könyvkiadó 1949-ben, s az ezzel párhuzamosan Gaál Gábor irányításával készülő (bár végül meg nem jelent) magyar irodalomtörténet tankönyvben is kiemelt helyet kapott. Az akkori értékelés (Szemlér tanulmánya mellett Hajdu Győző cikke a regény újrakiadásához kapcsolódva: Utunk, 1949/10) még teljes egészében ezt a szemléletet visszhangozta, mint ahogy meghatározója volt az 1955–56-os újrakiadásokat kísérő értékeléseknek is.
Új lendületet adott az iránta való érdeklődésnek az, amikor 1955-ben a Magyar Autonóm Tartomány székhelyén, Marosvásárhelyen az ÁIMK önálló kiadói részleget hozott létre. Ez a kiadó Haladó Hagyományok sorozatában külön Tolnai-sorozat kiadását vette tervbe, amelyből Dávid Gyula gondozásában és bevezető tanulmányaival A sötét világ és Az urak jelent meg, mindkettő 1956-ban. A sorozat előkészületben lévő további köteteit (A báróné ténsasszony, Polgármester úr) azonban a szerkesztő letartóztatása miatt a kiadó leállította, közülük csak az utóbbi jelent meg, évtizedekkel később, a Kriterion Könyvkiadó Magyar Klasszikusok sorozatában.
Ezzel párhuzamosan azonban elindult Tolnai pályájának tárgyszerűbb értékelése is: ugyancsak Dávid Gyula, majd Molter Károly, Ficzay Dénes és Bözödi György az Igaz Szóban közölte levelezésének néhány darabját (Tolnai Lajos két levele Szász Gerőhöz. 1955/10; Tolnai Lajos 1876–1881-es pere. 1956/5; Móricz Zsigmond beszéde Tolnai Lajosról. 1955/10; Tolnai Lajos levele az aradi Kölcsey Egyesülethez. 1958. 513–514; Tolnai Lajos távozása Marosvásárhelyről. 1966. II. 110–133).
Közel másfél évtizedes szünet után az általa alapított marosvásárhelyi Kemény Zsigmond Társaság múltjának feltárása irányította rá a figyelmet. A Marosi Ildikó által sajtó alá rendezett és 1973-ban megjelent dokumentumkötet anyagában (és Dávid Gyulának ahhoz írott bevezető tanulmányában) az irodalomszervező Tolnai került reflektorfénybe, majd nem sokkal később ugyancsak Dávid Gyula monográfiája (Tolnai Lajos Marosvásárhelyen. 1868–1884. Bukarest, 1974) kínált új, immár a korábbi kánon egyoldalúságaitól megszabadított, szövegközpontú képet írói munkásságának egész világképét meghatározó pályaszakaszáról.
Az azóta megjelent néhány kiadás és azok kísérőtanulmányai (A sötét világ. Előszó Szabó Kiss Katalin. Bukarest, 1968. Tanulók Könyvtára; ua. Előszó Szabó Á. György. Kolozsvár, 1984. Tanulók Könyvtára; A polgármester úr. Utószó Dávid Gyula. Bukarest, 1986. Magyar Klasszikusok), valamint születésének 150. évfordulója idején megjelent írások túlzásoktól, de egyoldalú lebecsülésektől is mentes képet rajzolva tartják írói életművének legjavát a romániai magyar olvasók tudatában.

## Művei (válogatás)
- Tolnai Lajos költeményei, 1865
- Tolnai Lajos beszélyei. I–II. 1867

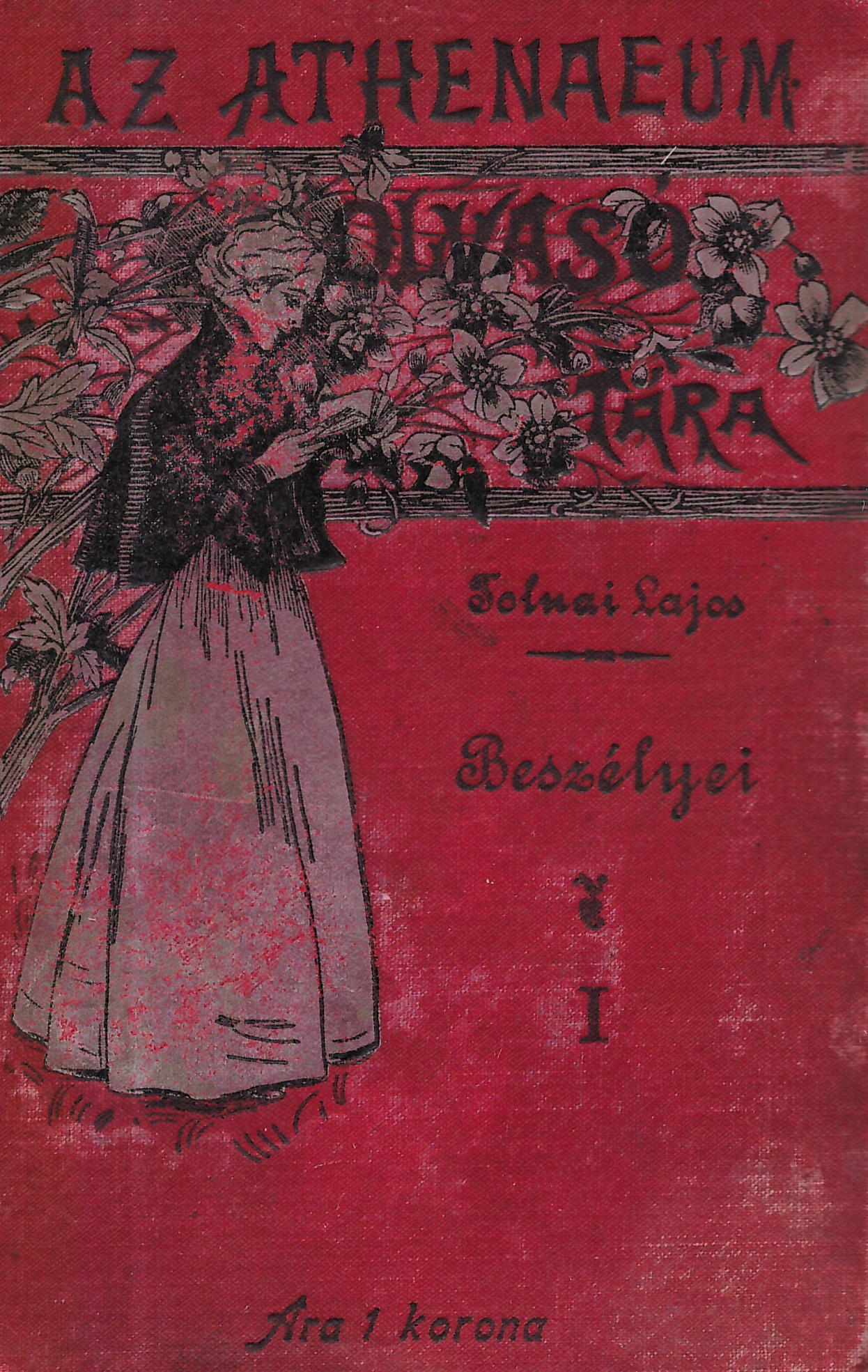
Tolnai Lajos beszélyei (1890-es évekbeli kiadás)

- A nyomorék. Rajzok a falusi életből; Emich Ny., Pest, 1867
- Életképek; Emich, Pest, 1867
- Az én ismerőseim. 1872
- Az urak. Regény; Athenaeum, Pest, 1872
- A Somvári Fényes Ádám úr. Elbeszélés; Aigner, Bp., 1875 (Magyar könyvesház)
- Tompa Mihály költészete; Franklin Ny., Bp., 1878
- A báróné ténsasszony. I–II. 1882.[1]
- A nemes vér. I–II. 1882.[2]
- Az oszlopbáró. Regény, 1884
- Dániel pap lesz, 1885
- A polgármester úr. I–II. 1885[3]
- A falu urai, 1886
- Az új főispán. 1886.[4]
- Eladó birtokok. 1886.[5]
- A jubilánsok. 1886[6]
- A szép dobogói malom; Méhner, Bp., 1886 (Magyar mesemondó)
- A lutris mester vagy Mi történne Vadason?; Méhner, Bp., 1886 (Magyar mesemondó)
- A tinó. Elbeszélés; Méhner, Bp., 1886 (Magyar mesemondó)
- A zsugori vagy A fösvény kastély; Méhner, Bp., 1886 (Magyar mesemondó)
- A jégkisasszony. Regény; Pallas Ny., Bp., 1887
- Szegény emberek útja. I–II. 1888
- A kígyó. Elbeszélés; Gross, Győr, 1888 (Egyetemes könyvtár)
- A mi Magyarországunk. Tolnai Lajos kisebb elbeszélései; Légrády, Bp., 1889
- A Gábor Dánielék szerencséje. Elbeszélés; Méhner, Bp., 1889 (Magyar mesemondó)
- A rongyos. Regény, 1890
- Csak egy asszony. Regény; Athenaeum, Bp., 1891
- Elbeszélések. 1892
- Magyar költők. Költeményes gyűjtemény. Segédkönyv a magyar irodalom tanításához; szerk. Tolnay Lajos; Franklin, Bp., 1892
- Gárdonyi Géza: A báró lelke. Regény / Tolnai Lajos: Borzasztó úr stafírungja; Buschmann Ny., Bp., 1893 (A Könyves Kálmán regénytára)
- A mi fajunk. Regény; Képes Családi Lapok, Bp., 1894
- A paizs. 1894
- A grófné ura. 1897
- A Kovács-fundáczió. Elbeszélés; Révai, Bp., 1898 (Jó könyvek)
- A nagy gróf komája. Elbeszélés; Révai, Bp., 1898 (Jó könyvek)
- Sötét világ : [önéletrajzi regény]. 1898[7]
- A falu koronája. Elbeszélés; Révai, Bp., 1898 (Jó könyvek a magyar nép számára)
- A nagy-gyárosék és egyéb elbeszélések; Lampel, Bp., 1899 (Magyar könyvtár)
- Én fogtam meg. Regény; Székely, Bp., 1900 k.
- A szentistváni Kéry-család. Regény; bev. Féja Géza; Stádium Ny., Bp., 1943 (Nemzeti könyvtár)
- A megjavult adófelügyelő. Tolnai Lajos elbeszélései; vál., bev. Komlós Aladár; Szikra, Bp., 1946 (Szikra kis könyvtár)
- A nemes vér. Regény; átdolg. Móricz Zsigmond; Állami Könyvkiadó, Bukarest, 1949
- Az ötforintos. Elbeszélés; bev. Simó Jenő; Szépirodalmi, Bp., 1951 (Szépirodalmi kiskönyvtár)
- Tolnai Lajos válogatott művei; sajtó alá rend., jegyz.; Szépirodalmi, Bp., 1958 (Magyar klasszikusok)
- Tolnai Lajos emlékezete. Válogatás Tolnai Lajos elbeszéléseiből, verseiből és őt méltató írások Móricz Zsigmond, Biró János, Brunn János, Rohn Mátyás és Töttős Gábor tollából; szerk. Töttős Gábor; Városi Tanács–Tolna Megyei Könyvtár, Györköny–Szekszárd, 1987 (Györkönyi füzetek)
- A sötét világ. Regény; szerk., bev., jegyz. Sebestyén Mihály; Mentor, Marosvásárhely, 2004
- Új föld, új szerencse; Reakció, Bp., 2018